# Tóth István (főszámvevő)
Tóth István (Püspöki (Vas megye), 1810. június 29. – Székesfehérvár, 1876. március 12.) megyei főpénztárnok, főszámvevő, lapszerkesztő, főispán.

## Élete
Sokáig a gazdászati pályán működött. 1861-ben Fejér megye főszámvevőjévé választatott; a provizórium alatt lemondott, de 1865-ben újra kinevezték főszámvevőnek. Az 1867. és 1871. évi tisztújításoknál a megye főpénztárnoka lett. Különösen nagy kedvelője volt a borászatnak és a Fejér megyei gazdasági egyletnek buzgó tagja.
Munkatársa volt a Századunk. Világ, Természet, Gazdasági Lapok, Vasárnapi Ujság, Rajzolatok, Kalauz és Borászati Lapok (1858. 13. sz. Több vagy kevesebb fajszőlőből van-e jobb bor? 10 arany jutalmat nyert pályamű) c. hírlapoknak (L. Szinnyei Repertóriuma III.).
Szerkesztette a Székesfejérvári Borász Csarnokot, melyet 1862. július 1-jén indított meg és 1865 végén megszűnt.
Kéziratban maradt: Gazdasági számadás, számtartás és könyvviteltan című munkája.
Álnevei: Koltai és Vasmegyei.